# The Flight of the Duchess
Pour plus de détails, voir Fiche technique et Distribution.
The Flight of the Duchess (« La Fuite de la Duchesse ») est un film américain réalisé par Eugene Nowland, sorti en 1916.
Ce film muet en noir et blanc est l'adaptation cinématographique d'un poème éponyme de Robert Browning publié en 1845,.

## Fiche technique
- Titre original : The Flight of the Duchess
- Réalisation : Eugene Nowland
- Scénario : Virginia Tyler Hudson (en), d'après un poème de Robert Browning
- Directeur de la photographie : Otto Brautigan
- Producteur : Edwin Thanhouser
- Société de production : Thanhouser Film Corporation
- Société de distribution : Mutual Film
- Pays de production :  États-Unis
- Langue : anglais
- Format : Noir et blanc – 1,33:1 – 35 mm – Muet
- Genre : drame
- Longueur de pellicule : 1 500 m (5 bobines)
- Année : 1916
- Date de sortie :
  - États-Unis : 11 mars 1916

## Distribution
- Gladys Hulette : Lady Alice
- Robert Gray : le comte (the earl)
- Barnett Parker : le duc (the duke)
- Nellie Parker Spaulding : la mère du duc
- Wayne Arey : le forgeron tsigane
- Carolyn Lee : la mère du forgeron
- Oscar W. Forster